# Clinosperma lanuginosa
Espèce
Synonymes
- Brongniartikentia lanuginosa H.E.Moore, 1976[1]

Statut de conservation UICN

 EN B1ab(iii,v)+2ab(iii,v) : En danger
Clinosperma lanuginosa est une espèce de plantes à fleurs de la famille des Arecaceae endémique de Nouvelle-Calédonie.

## Publication originale
Sous le nom Brongniartikentia lanuginosa H.E.Moore, 1976 :
- Gentes Herbarum; Occasional Papers on the Kinds of Plants 11: 154. 1976.